# Comotini
Comotini (em grego: Κομοτηνή; romaniz.: Komotiní; em turco: Gümülcine; em búlgaro: Гюмюрджина; romaniz.: Gyumyurdjina) é uma cidade do nordeste da Grécia. É a capital da periferia Macedônia Oriental e Trácia e da unidade regional de Ródope. 

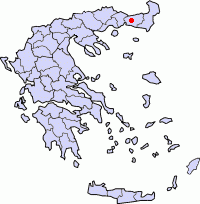
Localização de Comotini

- Latitude: 41° 7' 22" Norte
- Longitude: 25° 23' 47" Leste
- Altitude: 19 metrosLocalização de Comotini

## Demografia
População da cidade de acordo com os últimos censos:
- 1981: 34.051
- 1991: 39.927
- 2001: 46.586